# 헤르 예르데 센
《헤르 예르데 센》(튀르키예어: Her Yerde Sen)는 2019년 방영된 터키의 텔레비전 드라마이다.